# Lorica segmentata

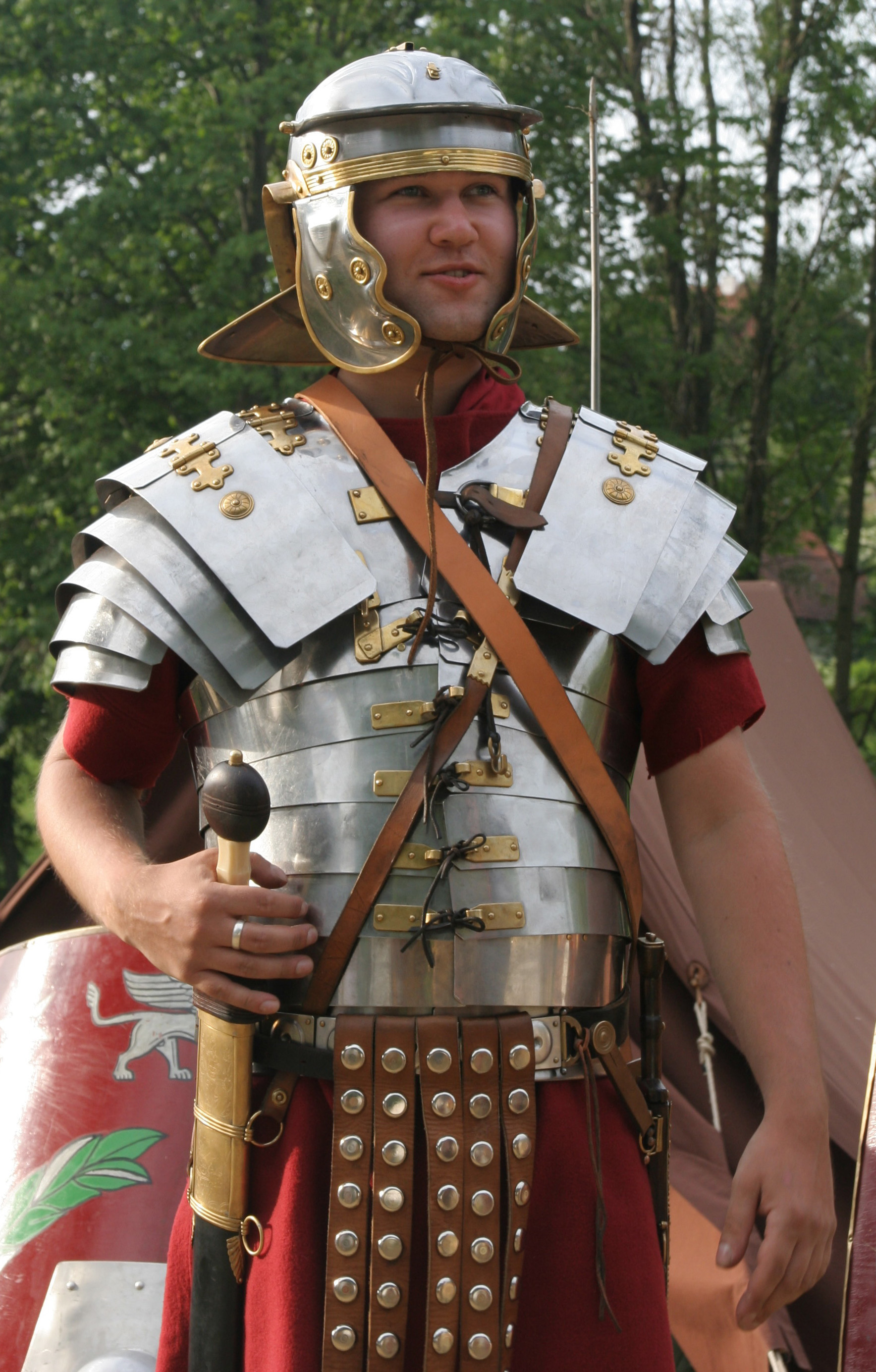
Moderní rekonstrukce římského článkovaného pancíře typ Corbridge B

Lorica segmentata neboli lamelový pancíř, byla v době od 1. do začátku 4. století součástí zbroje římských legionářů.

## Typy a vzhled
Předpokládá se, že tuto zbroj vytvořili zruční římští zbrojíři v Galii a v Germánií. Není vyloučeno, že první modely se objevily již koncem 1. století př. n. l., pancíř se však začal běžně používat až koncem vlády císaře Augusta. Lamelový pancíř však nikdy zcela nenahradil šupinový ani kroužkový pancíř, jež nadále používali zejména centurioni a praporečníci.
Existují dohady o tom, že se lamelová zbroj používala pouze na západě říše, zatímco na východě se dávala přednost pancířům šupinovým a kroužkovým. Toto tvrzení lze však stěží doložit, neboť i na východě se našly fragmenty lamelové zbroje, především z období povstání Bar Kochby v 2. století našeho letopočtu.
Lamelový pancíř se zhotovoval tak, že se na kožený páskový podklad připjaly kovové pásy. Pásy pokrývaly vojákův trup a ramena, jež chránilo 5 vertikálních pásů. Pancíř se oblékal stejně jako moderní košile a zapínal se přezkami na přední části. Díky kovovým pásům zbroj vojáka nijak neomezovala, umožňovala libovolný pohyb a nebránila v dýchání, přičemž ji nebylo možné prorazit oštěpem či šípem.
Podle míst nálezů rozeznáváme celkem 5 typů lamelového pancíře. A sice typ Kalkriese, typ Corbridge A, typ Corbridge B a C, typ Newstead a typ Alba Iulia.

### Kalkriese
Je prvním typem lamelového pancíře a předchůdcem typu Corbridge A. Zbrojíři jej zhotovovali v prvních dvou desetiletích 1. století našeho letopočtu.

### Corbridge A
Jedná se o zdokonalenou verzi typu Kalkriese. Zbroj se zapínala pomocí šňůrek s měděnými přezkami. Typ Corbridge A tvořilo 40 jednotlivých kovových plátů. Tato verze lamelového pancíře se používala přibližně od poloviny 1. století až do poloviny 2. století.

### Corbridge B
Lze říci, že typ B je vylepšením typu A. Odstraněním většiny měděných přezek se docílilo hmotnosti pouhých 5,5 kg. Typ Corbridge B tvořilo 38 kovových plátů. Přestože se jednalo o nejlepší typ lamelového pancíře, nikdy zcela nenahradil typ A. Je pravděpodobné, že se oba typy používaly ve stejné době.

### Newstead
Typ Newstead už nebyl tak pohodlný jako předchozí typy. Tvořil jej sice menší počet větších plátů než typy Corbridge, neumožňoval však již tak volný pohyb. Díky menšímu počtu plátů jej bylo určitě jednodušší zhotovit. Tato zbroj se objevila někdy v druhé polovině 2. století a používala se asi do poloviny 3. století.

### Alba Iulia
Typ Alba Iulia je pozdní typ lamelového pancíře. Používal se v 2. a 3. století a byl výrobně jednodušší. Pláty kryjící trup byly široké a byl jich opět menší počet. Zajímavostí je, že ramena legionářů již nekryly pláty, ale šupinový pancíř (lorica squamata). Tento typ však nebyl v boji tak účinný jako starší typy Corbridge, a proto se přestal v polovině 3. století používat. Bylo to v době, kdy se upouštělo od tradiční římské uniformy. Lamelový pancíř nahradily kroužkové a šupinové košile, jež se tak opět staly hlavní zbrojí římské armády.